# Trykfarve
Trykfarve er en farve, der benyttes i en eller anden form for grafisk reproduktionsproces. Udtrykket tryksværte regnes for ukorrekt blandt fagfolk. Trykfarve kan være sort, hvid eller kulørt. Også metalfarver findes. Trykfarver har været fremstillet siden de første træsnit. Johann Gutenberg udviklede den første trykfarve i Europa, der var egnet til tryk fra metaltyper.

## Typer af trykfarve
En trykfarve fremstilles med henblik på en bestemt trykproces såsom højtryk/bogtryk, litografi, offsettryk eller dybtryk. Også mediet, der skal trykkes på, har stor betydning for valg af trykfarve, lige som den konkrete maskine og trykhastigheden kan have betydning, da tørretid og konsistens skal passe til trykprocessen.

## Trykfarvers indhold
Trykfarver skal indeholde et farvestof, et pigment og et bindemiddel, der kan fastholde pigmentet til mediet og som gerne er tørrende. Derudover kan der tilsættes forskellige stoffer som voks, sikkativer og opløsningsmidler.
Som pigmenter anvendes især kønrøg til sorte farver. Tidligere har også været anvendt forbindelser af bly, hvilket gav en meget holdbar farve. Til kulørte farver kan anvendes forskellige mineralfarver og organiske farvestoffer. Kravene til tryksagens lysægthed kan udelukke anvendelsen af mange, især organiske, pigmenter. Metalflager af messing, aluminium eller kobber kan give metalfarver, evt. blandet med en transparent kulør. Nogle trykfarver fluorescerer ved påvirkning af ultraviolet lys. Andre trykfarver har et stort volumen eller kan bringes til at hæve, når de opvarmes, hvormed kan kan fremstille ophævet tryk. Der findes trykfarver, der er elektrisk ledende (anvendes til klippekort) og trykfarver, der kan magnetiseres (anvendes til checks med CMC-7). Der findes også trykfaver uden pigment. De kaldes lak og kan trykkes oven på hele eller dele af tryksagen som overfladebeskyttelse, her anvendes gerne mat lak, eller for at give en blank effekt på visse dele af fladen. 
Indholdet af opløsningsmidler i trykfarver har især tidligere givet arbejdsmiljøproblemer både hos trykkere og hos de mennesker, der skulle håndtere de færdige tryksager. Effektiv udsugning eller skifte til farver uden opløsningsmidler har hjulpet på problemet, men tryksager forseglet i plastikindpakning, kan stadig give problemer for bude, da opløsningsmidlet ikke er fordampet.  
Til mange tryksager tilstræber man i dag at bruge trykfarver, der forholdsvis nemt kan fjernes igen, hvis papiret skal recirkuleres. Tanken går dog tilbage til 1800-tallet.

## Trykfarvers tørring
Nogle trykfarver tørrer først og fremmest ved, at den olie, de indeholder, delvist opsuges i papiret. Der sker altså ikke nogen egentlig tørring af olien, og trykfarven kan i lang tid blive ved med at smitte af, hvis der gnides på det trykte. Denne type farver anvendes gerne til aviser og ugeblade.
Til andre tryksager anvendes tørrende olier som bindemiddel, f.eks. linoliefernis, der tørrer ved forening med atmosfærens ilt. Tørrehastigheden kan forøges ved tilsætning af sikkativer til farven. Omvendt kan utilsigtet tørring i trykmaskinerne hæmmes ved at oversprøjte farven i farvekassen med antioxidant.  
Trykfarver kan bringes til at tørre ved at et opløsningsmiddel fordampes under påvirkning af kraftig varme. Tilbage bliver en voks, der fungerer som bindemiddel. Teknikken kræver velfungerende udsugning. Opløsningsmidlet kan fanges i særlige tårne med aktivt trækul og genindvindes. 
Endelig er det muligt at anvende bindemidler, der hærder hurtigt, når de udsættes for kraftigt ultraviolet lys.